# Martha Warren Beckwith
Martha Warren Beckwith (Wellesley, Massachusetts, 19. siječnja 1871. — 28. siječnja 1959.) bila je američka etnografkinja. Njezino je najpoznatije djelo knjiga Hawaiian Mythology, u kojoj je opisala havajsku mitologiju.

## Djela
- Folk-Games of Jamaica
- Black Roadways: A Study of Jamaican Folk Life
- Polynesian Analogues to the Celtic Other-World and Fairy Mistress Themes
- Jamaica Anansi Stories
- Jamaica Proverbs
- Notes on Jamaican Ethnobotany
- Jamaica Folk-Lore
- Myths and Hunting Stories of the Mandan and Hidatsa Sioux
- Mandan-Hidatsa Myths and Ceremonies
- Hawaiian Mythology
- The Kumulipo: A Hawaiian Creation Chant